# Jenseits von Gut und Böse
Jenseits von Gut und Böse è l'ottavo album da solista del rapper berlinese Bushido. L'album è uscito il 13 maggio del 2011 attraverso la Label indipendente ersguterjunge.

## Contenuto
L'album contiene tracce da tipico Gangsta rap (Das ist Business, Cash Money Brothers etc.). Anche tracce riflessive non mancano (Nichts ist für immer oppure Wärst du immer noch hier? etc.). Per quanto riguarda i featuring ne troviamo 2 di alto livello, ovvero il rapper francese Booba oppure il rapper statunitense Swizz Beatz. Altri featuring sul disco troviamo Xavier Naidoo, J-Luv e Kay One.

## Produzione
Su Jenseits von Gut und Böse hanno contribuito molti produttori tra quali anche 2 statunitense: Bushido, DJ Premier, Swizz Beatz, Beatzarre, Djorkaeff, DJ Desue, Araab Muzik, Rsonist e Benny Blanco.

## Successo e singoli
Il disco ha avuto una buonissima posizione nella Media Control Charts ovvero 1º posto.
I singoli estratti dal disco sono Vergiss mich (GER #19), Wärst du immer noch hier ? (GER #44), Wie ein Löwe e Das ist Business (entrambi i singoli in Germania non si classificarono sopra i Top 100.

## Tracce
Versione Standard:
| #  | Titolo                                   | Durata |
| -- | ---------------------------------------- | ------ |
| 1  | Intro                                    | 1:27   |
| 2  | Wie ein Löwe                             | 4:11   |
| 3  | Verreckt                                 | 3:40   |
| 4  | Du bist ein Mensch (feat. Xavier Naidoo) | 3:35   |
| 5  | Gesucht und gefunden                     | 4:02   |
| 6  | Vergiss mich (feat. J-Luv)               | 4:19   |
| 7  | Mo¹f**ka (feat. Swizz Beatz)             | 3:26   |
| 8  | Schlechte Zeiten                         | 4:01   |
| 9  | Die Art, wie wir leben (feat. Booba)     | 3:15   |
| 10 | Gangster (feat. DJ Premier)              | 3:02   |
| 11 | Wärst du immer noch hier?                | 3:29   |
| 12 | Dankbar (feat. J-Luv)                    | 3:33   |
| 13 | Hassliebe                                | 3:44   |
| 14 | Schick mir einen Engel                   | 3:02   |
| 15 | Cash Money Brothers (feat. Kay One)      | 2:57   |
| 16 | Nichts ist für immer                     | 4:01   |

Tracce bonus della versione Premium:
| #  | Titolo                    | Durata |
| -- | ------------------------- | ------ |
| 17 | Unsterblich (feat. J-Luv) | 3:23   |
| 18 | Monopol                   | 2:57   |

Tracce bonus della versione 3D Deluxe:
| #  | Titolo                           | Durata |
| -- | -------------------------------- | ------ |
| 19 | Das ist Business (feat. Kay One) | 3:57   |
| 20 | Gestern war gestern              | 3:28   |

La versione 3D Deluxe contiene un secondo CD nel quale ci sono tuttle le instrumentali delle tracce del disco.
contenuto del DVD (Versione Premium & 3D Deluxe):
| #  | Titolo                        | Durata |
| -- | ----------------------------- | ------ |
| 01 | Hauptfilm / Making Of         | 77:26  |
| 02 | Vergiss mich (Video musicale) | 04:16  |
| 03 | Outtakes                      | 19:02  |

Inoltre esiste anche una esclusivamente e limitata versione Media Markt del album con anche 20 tracce. In questa versione mancano a rispetto della versione 3D Deluxe le tracce Das ist Business (feat. Kay One) e Gestern war gestern però ci sono 2 tracce esclusive:
Tracce bonus della versione Media Markt:
| #  | Titolo                                       | Durata |
| -- | -------------------------------------------- | ------ |
| 19 | Mo¹f**ka Remix (feat. Kay One & Swizz Beatz) | 3:25   |
| 20 | Ich weiß (Kay One)                           | 3:41   |